# Jodłów (Opole)
Pour les articles homonymes, voir Jodłów.
Jodłów est une localité polonaise de la voïvodie d'Opole et du powiat de Nysa.